# Geweihförmige Holzkeule
Die Geweihförmige Holzkeule (Xylaria hypoxylon) ist ein schwach bioluminiszenter Schlauchpilz aus der Gattung der Holzkeulen (Xylaria).

## Merkmale

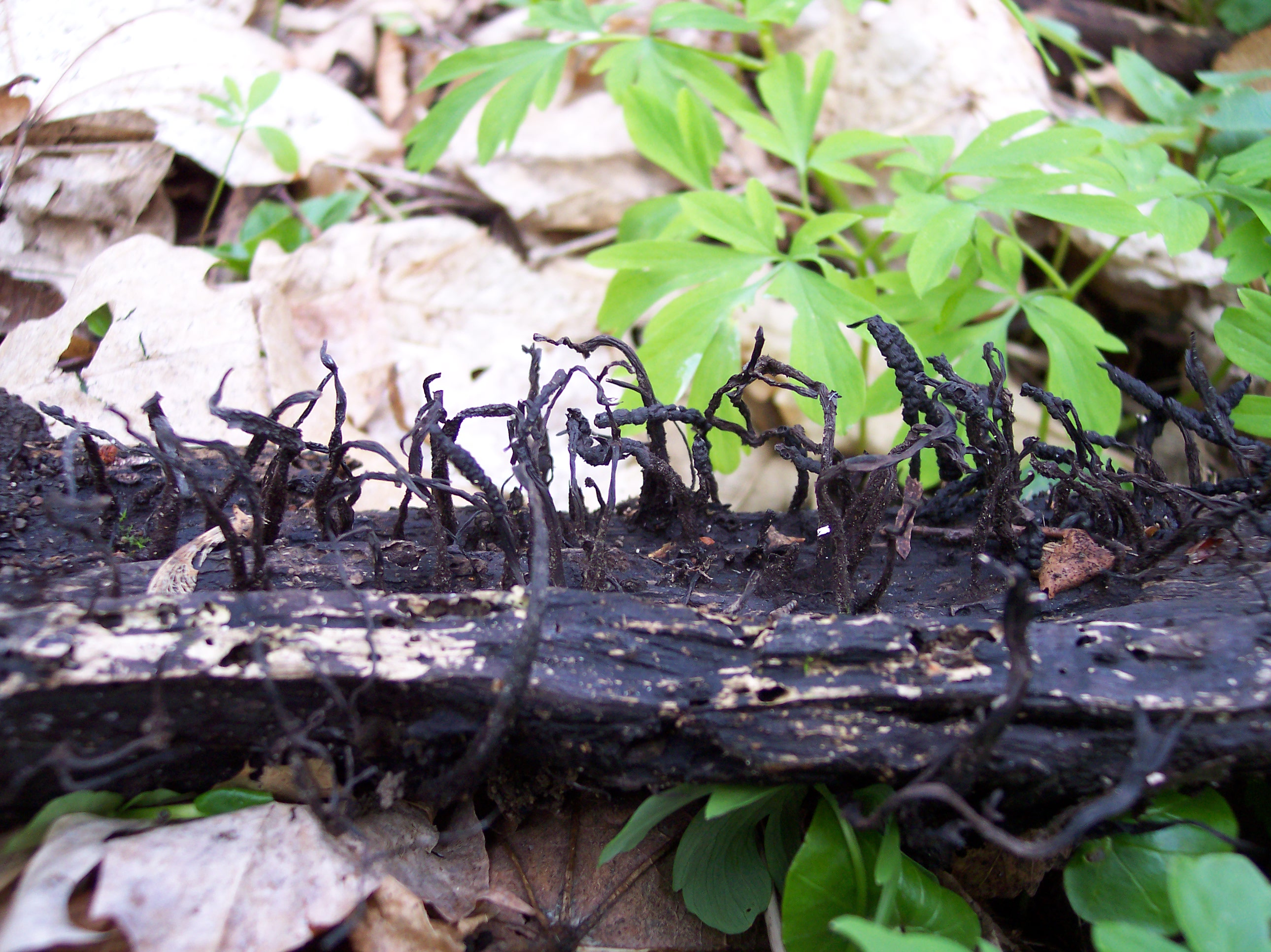
Die Hauptfruchtform ist vollständig schwarz gefärbt.

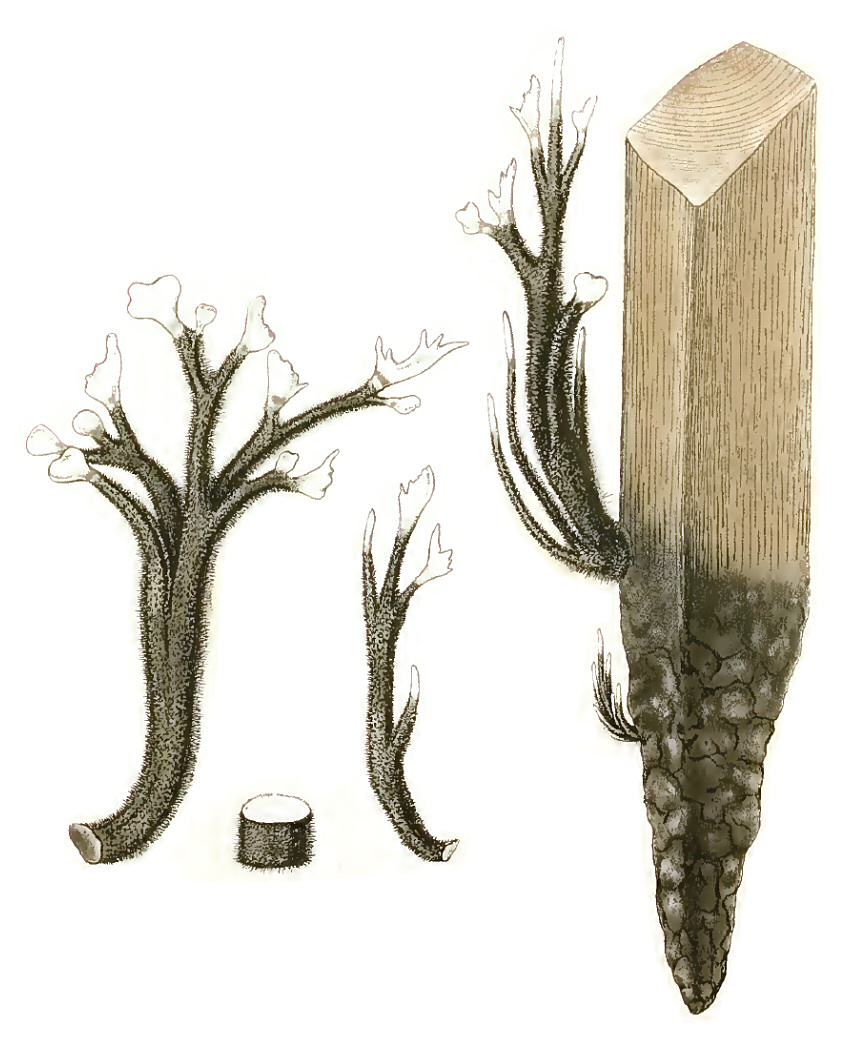
Farbtafel der Geweihförmigen Holzkeule (Xylaria hypoxylon) aus Jean Baptiste François Bulliards Herbier de la France (1780)

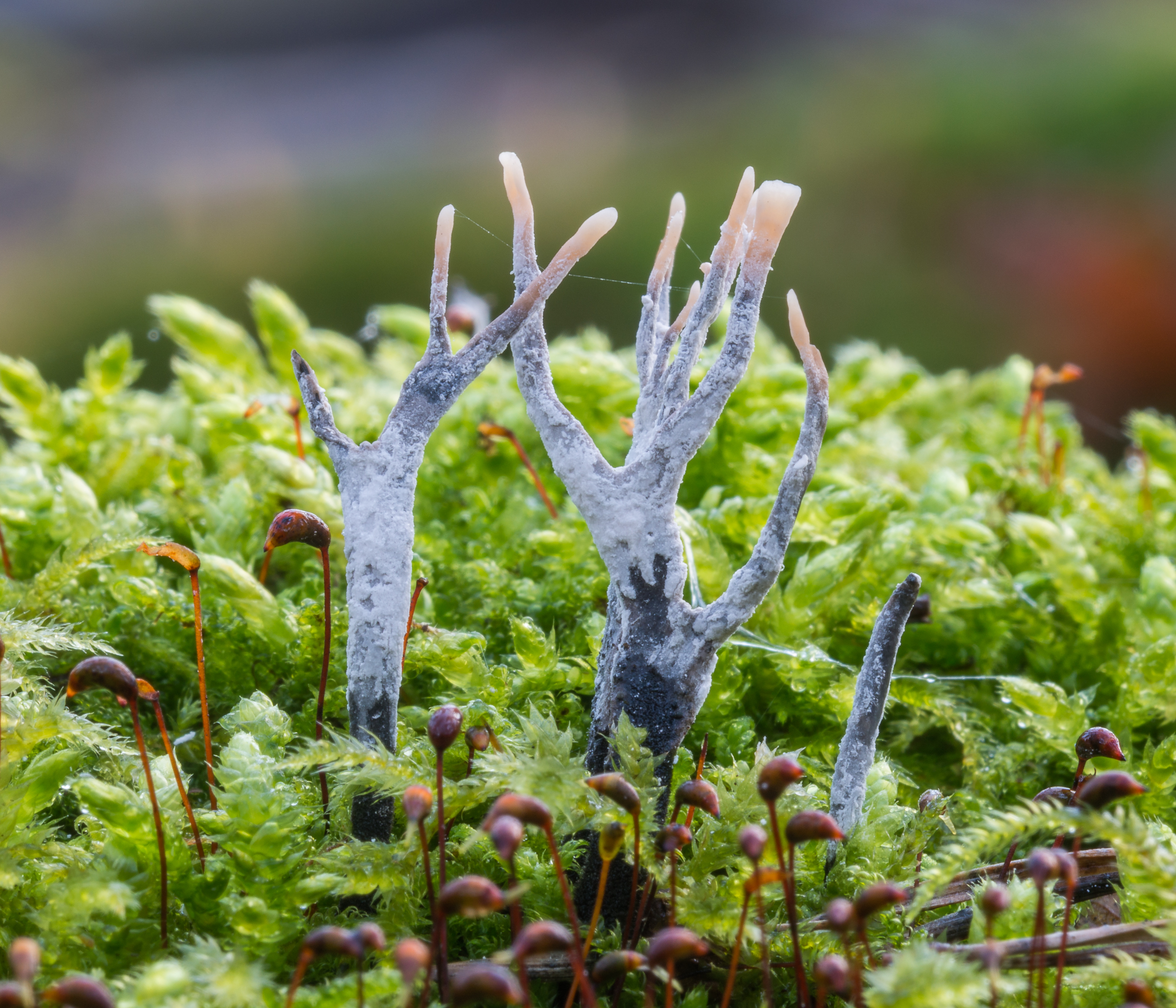
Xylaria hypoxylon im Dezember

### Makroskopische Merkmale
Die Geweihförmige Holzkeule bildet aus vegetativem Myzel 2–5(–8) cm hohe, dunkle und zähe Stromata (Sammelfruchtkörper), in deren Bauchteilen die eigentlichen Fruchtkörper (Perithecien) eingesenkt sind. Anders als die Rinde zeigt das Fleisch des Stroma eine weißliche Färbung. Unreife Stromata erinnern in ihrer Form an ein verzweigtes Hirschgeweih und sind an den Spitzen durch zahlreiche Konidiosporen weiß bepudert. Im Frühjahr verschwindet die Bestäubung und der Bauchteil schwillt an. Die Oberfläche erscheint durch die zahlreichen Perithecien rau – durch jene Öffnungen gelangen die Ascosporen schließlich ins Freie. Die Farbe des Sporenpulvers ist schwarz.

### Mikroskopische Merkmale
Die dunkelolivbraunen Sporen sind elliptisch-bohnenförmig, glatt und besitzen zwei hellere Öltröpfchen sowie eine Keimspalte. Die Maße betragen 11–15,5 × 4,5–6,5 µm.

## Ökologie
Die Geweihförmige Holzkeule ist ein saprobiontischer Bewohner von Laubholzstümpfen und abgefallenen Ästen, auf Nadelholz kommt sie dagegen nur selten vor. Sie kann im Konidienstadium das ganze Jahr über in Wäldern mit geeigneten Substraten gefunden werden und ist sehr häufig. Perithecien werden im Frühjahr gebildet und sind etwa von März bis Mai zu finden.

## Bedeutung
Die Geweihförmige Holzkeule kommt allein schon aufgrund der zähen Konsistenz als Speisepilz nicht in Frage, als Holzzersetzer ist die Art nicht von wirtschaftlicher Bedeutung.